# 中村彰 (ジャーナリスト)
中村 彰（なかむら あきら、1947年（昭和22年） - ）は、日本のジャーナリスト、社会運動家。ホンマルラジオ元パーソナリティー。

## 経歴
大阪府茨木市出身。甲南大学卒業。1980年代から、京都新聞の記者として文化人類学の知識を背景に風俗産業のルポルタージュなどに取り組みながら、京都民俗学会でも性風俗についての報告をしていた。
1997年（平成9年）に、京都新聞社を退社し、以降はフリー・ジャーナリストとして活動している。
2017年からホンマルラジオ大阪　パーソナリティー。番組名「勃ち上がれ中高年 〜70代男性セラピスト中村彰と語る「性」と「生」〜」。
この間、フェミニズムやメンズリブの思想に共鳴し、1991年（平成3年）に大阪でメンズリブ研究会の立ち上げに参加、1995年（平成7年）には大阪に男性団体のメンズセンターを設立し2006年（平成18年）までその運営委員長を務めた。2008年（平成20年）から2013年（平成25年）まで、とよなか男女共同参画推進センター「すてっぷ」館長。
男女共同参画社会の議論が高まった1990年代後半以降には、茨木市、亀岡市、伊丹市、尼崎市、守口市、河内長野市などで自治体行政の男女共同参画関係事業に関わり、NPO関係の役職や、大学非常勤講師なども関西各地で務めている。

## おもな著書
- 勃ち上がれ日本男児！ー「男らしさ」より「私らしさ」、amazon電子書籍、2018年、
- 男性の「生き方」再考―メンズリブからの提唱、世界思想社（京都）、2005年、
- わたしの男性学ー「人生相談」にみるイエ意識、近代文藝社、1994年、
- 風俗あらかると : 「ほん」情報からノーパン喫茶まで、幻想社（大阪）、1984年、
- イベントの文化人類学 : 京都の事例から、幻想社（大阪）、1987年、